# Юнгсбру
Юнгсбру (на шведски: Ljungsbro) е град в Югоизточна Швеция, лен Йостерйотланд, община Линшьопинг. Разположен е около канала Йота на 2 km от западния бряг на езерото Руксен. Намира се на около 220 km на югозапад от столицата Стокхолм и на 15 km на северозапад от Линшьопинг. Населението на града е 6773 жители, по приблизителна оценка от декември 2017 г.